# Tahtalı Dağı
Tahtalı Dağı je hora v Turecku, zvaná také Lýkijský Olymp. Nachází se nedaleko města Kemer v provincii Antalya. Její vrchol se nachází v nadmořské výšce 2366 metrů.
Hora leží na poloostrově Teke v národním parku Beydağları. Tahtalı Dağı dominuje turistické oblasti zvané Tyrkysové pobřeží. Přes horu vede Lýkijská stezka. V roce 2007 byla zprovozněna lanová dráha na vrchol, dlouhá 4350 metrů.
Vrchol je pokryt sněhem od listopadu do června. Na svazích rostou cedry a nachází se zde přírodní vývěr zemního plynu Chiméra. Název hory pochází z tureckého výrazu taht (trůn).